# Myotis crypticus
Myotis crypticus (нічниця криптична) — вид рукокрилих ссавців роду нічниць (Myotis) родини лиликових (Vespertilionidae). У 2019 році виокремлений з виду Myotis nattereri.

## Поширення
Вид поширений у Південній Європі. Трапляється на півночі Іспанії, півдні Франції, Австрії, Швейцарії, Італії (включаючи Сицилію).